# ACIT
ACIT é uma gravadora brasileira especializada em música gaúcha. Foi fundada em 1982 pelo produtor musical Edison Campagna, em Caxias do Sul, Rio Grande do Sul. Também trabalha com o selo Antídoto, voltado para o pop rock.
Atualmente, reconhecida como uma das maiores e melhores estruturadas empresas fonográficas independentes do Brasil, tem em seu cast os grandes nomes da música do Sul em todos os segmentos. 

## História
A gravadora foi fundada em 1 de outubro de 1982 pelo produtor musical Edison Campagna. Tudo começou com a ideia de montar uma empresa atacadista, distribuindo dentro do Rio Grande do Sul, trabalhos das gravadoras multinacionais, surgindo a oportunidade de mostrar os artistas do sul para novos mercados.
A primeira grande contratação da gravadora foi o grupo Os 3 Xirus. A ACIT continuou crescendo, logo veio a contratação de artistas como Os Farrapos, Os Mirins, João Chagas Leite, Pedro Ortaça, Corpo e Alma, Terceira Dimensão, César Passarinho, Grupo Ricordi e vários outros.
O sucesso da gravadora aumentava cada vez mais, ultrapassando fronteiras. A ACIT contrata então novos artistas, como Os Nativos, Grupo Minuano, Canto da Terra, Luiz Carlos Borges.
Dez anos depois, já apontada no contexto nacional como a gravadora com maior número de clientes e artistas no sul do país, competindo com novas empresas do ramo, tem neste ano surpresas históricas e estruturais. A empresa muda de sede e passa a atuar em novo endereço e recebe o troféu destaque da região Tradicionalista do Rio Grande do Sul, como melhor empresa do ramo fonográfico.
Em 1999, a ACIT e a Abril Music firmaram uma parceria e lançaram a Tchê Music, um movimento musical de artistas gaúchos ligados ao nativismo, que tinham como ritmo base o vanerão, mas com letras mais urbanas e, consequentemente, um apelo mais jovem. A ACIT e a Abril tinham embasamento para isso e naquele mesmo ano, foi realizada a pesquisa Top Teen, publicada na revista Amanhã. O estudo ouviu a opinião de crianças e adolescentes de Porto Alegre e da Região Metropolitana com idade entre nove e dezessete anos. No tópico banda, o Tchê Guri conquistou o primeiro lugar. Engenheiros do Hawaii, Tchê Barbaridade, Os Serranos, Tchê Garotos e Família Lima completaram a lista. O CD Tchê Music trazia canções dessas três bandas e também do grupo Pala Velho e da dupla Osvaldir & Carlos Magrão. Álbuns de cada um dos artistas estavam previstos para o ano de 2000, vendidos no Rio Grande do Sul pela ACIT e pela Abril Music no resto do Brasil.
O estúdio da gravadora ACIT foi inspirado no Abbey Road Studios após Edison ter gravado no famoso estúdio situado em Londres, tendo uma proposta de oferecer uma sonoridade retrô aos artistas que optam por esse estilo e que ao mesmo tempo oferece recursos atuais que permitem um resultado de excelente qualidade.
A ACIT também trabalha com o selo Antídoto, que era filiado com a PolyGram, lançando nomes do pop rock como Bidê ou Balde, Maria do Relento, Nei Lisboa, Reação em Cadeia e Tequila Baby.